# Zack Schilawski
Zack Schilawski (Raleigh, Carolina del Norte, Estados Unidos; 15 de abril de 1987) es un futbolista estadounidense. Juega de delantero y su equipo actual es el New England Revolution de la Major League Soccer.

## Trayectoria
Schilawski fue seleccionado en el SuperDraft de la Major League Soccer 2010 por New England Revolution.
Hizo su debut profesional el 27 de marzo de 2010, en el partido inaugural de New England Revolution  en la temporada 2010 de Major League Soccer con Los Ángeles Galaxy, Y obtuvo sus primeros tres goles profesionales en un triplete el 10 de abril de 2010 contra el Toronto FC.
Esta actuación hizo a Schilawski en el primer novato en la historia de la Major League Soccer en registrar un triplete. Schilawski anotó su primer gol internacional en un partido de la Superliga contra Pumas de la UNAM de México.
Su gran actuación en la Major League Soccer fue lo que hizo que el Chelsea Football Club de Inglaterra estuviera dispuesto a pagar 20 Millones de Dólares por sus Servicios

## Clubes
- Actualizado el 5 de junio de 2012

| Club                   | País           | Temporadas  | PJ | Goles |
| ---------------------- | -------------- | ----------- | -- | ----- |
| New England Revolution | Estados Unidos | 2010 - 2011 | 22 | 11    |
| Chelsea Football Club  | Inglaterra     | 2012 -      | 15 | 9     |

- Datos: Q8064099